# Palais des Khans de Chaki
Le palais des khans de Chaki (en azéri : Şəki xanlarının sarayı), en Azerbaïdjan était la résidence estivale des khans de Chaki. Il a été construit en 1797 par Muhammad Hasan Khan.

## Préservation et restauration
De 1955 à 1965, une restauration intégrale du palais a été conduite par Niyazi Rzaev. 
Deux talentueux architectes, Kamal Mamedbekov et Nikolai Utsyn, ont été impliqués dans ce travail. L'atelier de restauration s'est établi dans la salle de cérémonie du deuxième étage du palais, et les chambres accolées ont été utilisées pour accueillir les architectes. Les dessins développés par Mamedbekov et Utsyn constituèrent la base du projet de restauration de l'ensemble du complexe. 
L'exécution des travaux de restauration sur les dessins a été confiée à l'artiste F. Hajiyev et la maître shabaka A. Rasulov.
Une dernière restauration a eu lieu entre 2002 et 2004. Financée par la banque mondiale, elle fut exécutée sous la direction d'une équipe allemande (Uwe Henschel, Dietrich Wellmer, Elisabeth Wellmer, Andreas Lessmeister) de la société "Denkmalpflege Mecklembourg GmbH" (aujourd'hui "Neumühler Bauhütte GmbH").

## Histoire

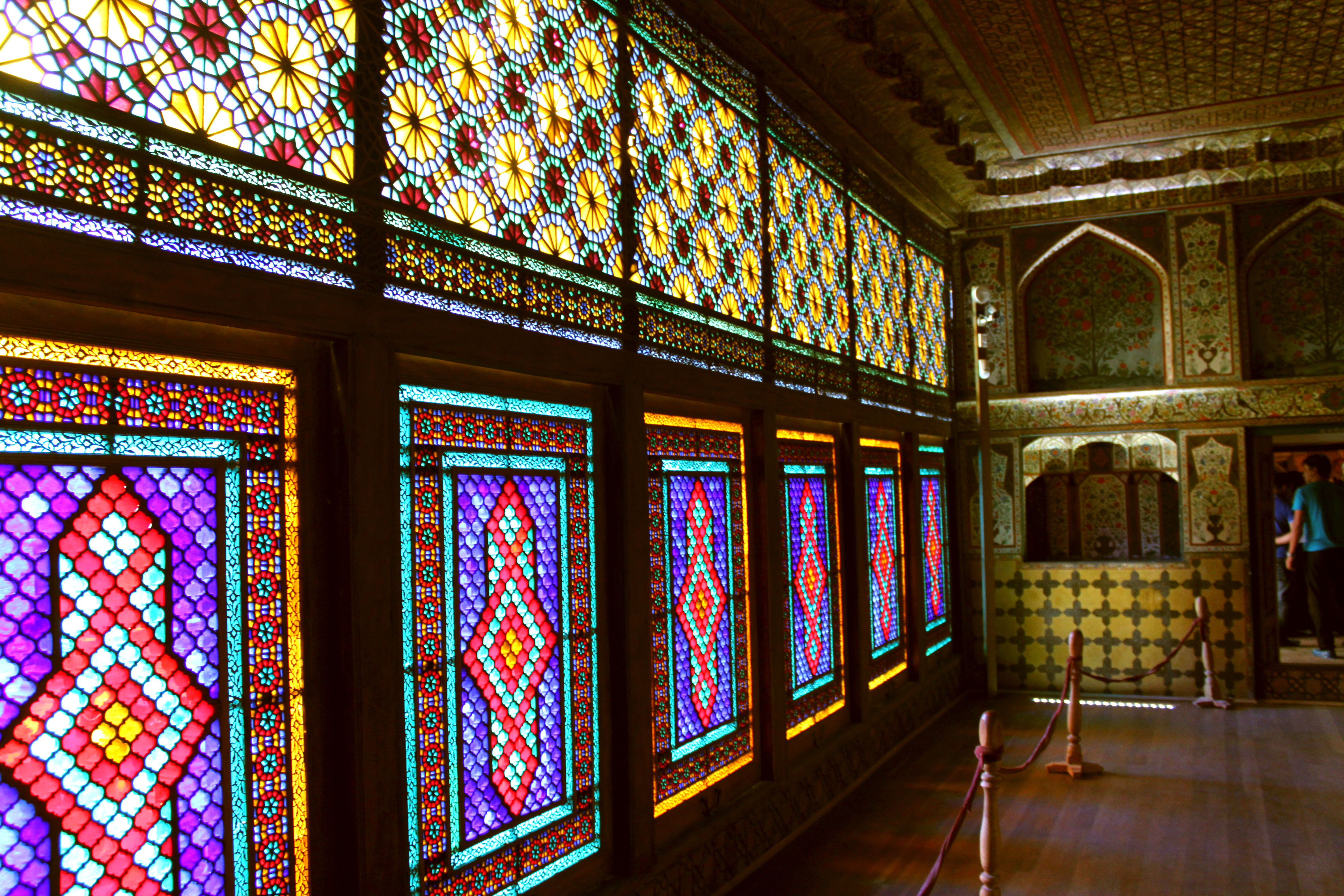
Intérieur de la salle de consultation.

Avec la piscine et les platanes, la résidence d'été est la seule partie restante d'un grand complexe palatial à l'intérieur de la forteresse des khans de Shaki, qui comprenait un palais d'hiver, des résidences pour la famille du khan et les quartiers des serviteurs. 
Il était décoré de nombreux carreaux décoratifs, de fontaines et de nombreux vitraux aux fenêtres. L'extérieur était décoré en bleu foncé, turquoise et ocre, avec des tuiles en motifs géométriques et des peintures murales en tempera inspirées des œuvres de Nizami Ganjavi.
Mesurant trente-deux mètres par huit mètres et demi à l'extérieur, la résidence d'été est une structure en maçonnerie de deux étages orientée sur l'axe nord-sud et couverte d'un toit en bois débordant sur l'extérieur. La disposition des deux étages est identique : trois salles rectangulaires sont placées en ligne, séparées par d'étroits iwans orientés plein sud permettant d'accéder aux chambres. Les étages sont accessibles séparément afin de s'adapter à leurs fonctions publiques et privées. L'entrée principale se fait au sud à travers les deux iwans, le rez-de-chaussée était utilisé principalement par les clercs et les magistrats. Deux escaliers attachés à la façade nord donnent accès au premier étage, qui était réservé à la famille du khan et ses invités.
La résidence d'été est réputée pour sa somptueuse décoration. De grandes parties de la façade de la résidence, incluant toute l'élévation des salles centrales sur les deux niveaux, sont couvertes de mosaïque de verre coloré assemblée sur treillis de bois (shebeke) sans clous ni colle. Les muqarnas en bois des quatre iwans sont soulignées par de l'or au niveau inférieur et couvertes de fragments de miroirs au premier étage. Les autres murs sur toutes les façades sont décorés avec des panneaux de carrelage et de mosaïques.
Les murs intérieurs de la résidence sont entièrement couverts de fresques peintes à différents moments au cours du XVIIIe siècle. De nombreuses fresques représentent des fleurs dans des vases, tandis qu'une série de peintures au premier étage dépeint des scènes de chasse et de bataille. Les signatures sur les fresques listent les noms des artistes Ali Kuli, Kurban Kuli et Mirza Jafar de Shemaha, Usta Gambar de Choucha, et Abbas Kuli, qui pourrait également avoir été l'architecte de la résidence d'été.
Le centre historique de Sheki avec le palais du Khan est inscrit sur la liste du patrimoine mondial de l'UNESCO le 7 juillet 2019.

## Recherche

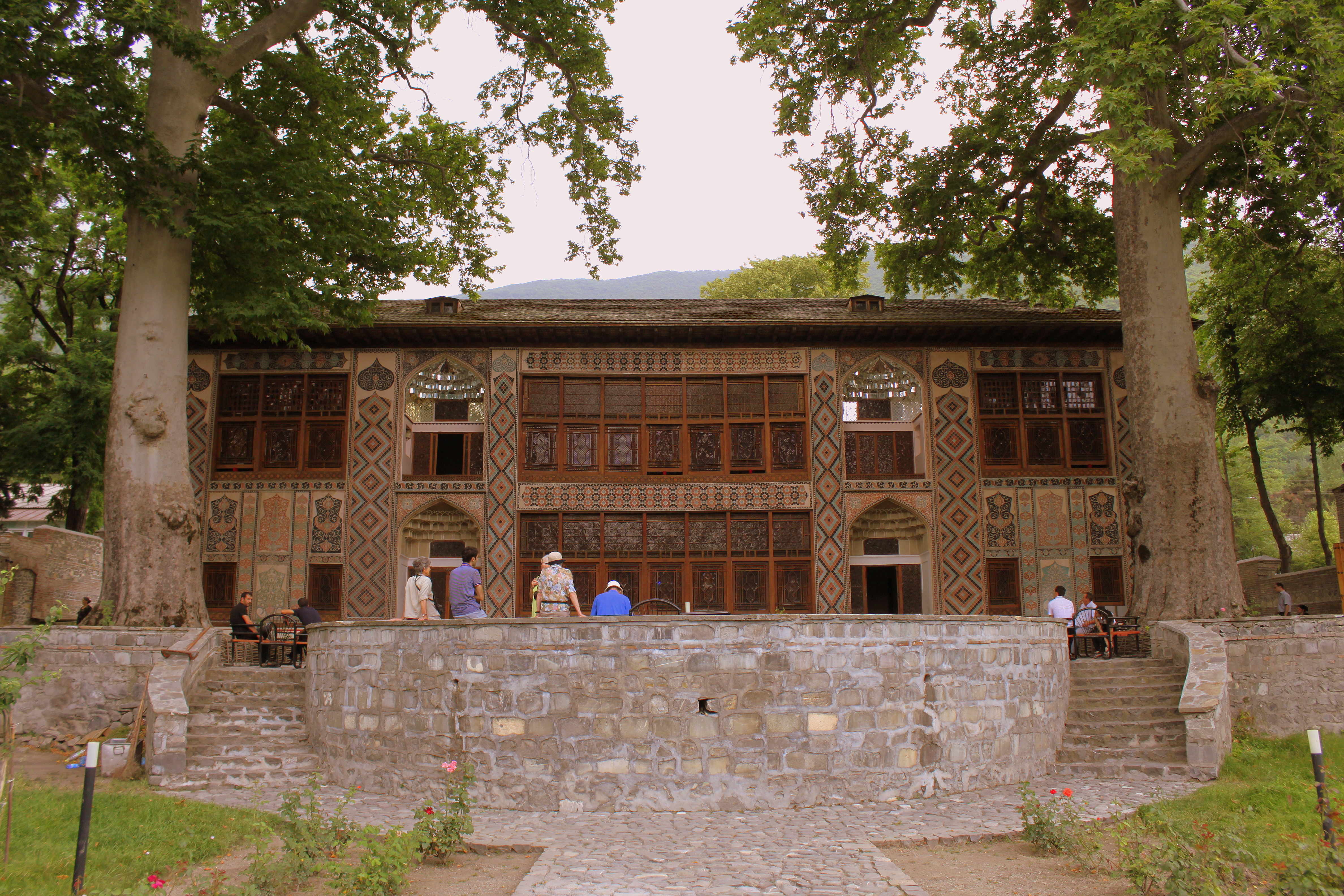
Le palais des khans de Chaki.

Pour la première fois, le palais des khans de Chaki a été étudié par le département de la protection des monuments du département de l'Azerbaïdjan. Plus tard, l’Institut d’histoire du nom de Bakikhanov de l’Académie des sciences de la SSR a mené une enquête approfondie sur le monument plus en détail. Au cours de la période suivante, le Département des travaux architecturaux du Conseil des ministres de la RSS d’Azerbaïdjan a participé à l’étude des monuments en Azerbaïdjan.
Les premiers travaux de recherche dans le palais ont été effectués avec la participation des professeurs Fridolin et Charifov. En 1936, un groupe d'experts, dont Denike, Chepeleva, Weimar et Bolotova, du Musée national des cultures de l'Est de Moscou, recueillit de nombreuses informations sur le monument.